# Веждата
Веждата e защитена местност в България. Намира се в землището на село Челопек.
Защитената местност е обявена на 21 февруари 2003 г. с цел опазвяне на находище на българския растителен ендемит келереров центрантус (Centranthus kellereri) и на характерния ландшафт, състоящ се от скален венец и сипеи. Има площ от 62,6 хектара.